# Лопес, Нельсон
Нельсон Хуан Лопес (исп. Nelson Juan López; 24 июня 1941) — аргентинский футболист, защитник.

## Клубная карьера
Будучи воспитанником «Ривер Плейта», он начал в нём свою футбольную карьеру в 1961 году, сыграв за него 7 матчей. После этого Лопес провёл небольшие периоды в команде «Росарио Сентраль» и бразильском «Интернасьонале». В 1964 году он перешёл в «Банфилд», где провёл 4 сезона.

## Международная карьера
Нельсон Лопес попал в состав сборной Аргентины на Чемпионат мира 1966 года. Из 4-х матчей Аргентины на турнире Лопес не появился ни в одном из них.